# Maike Großmann
Maike Großmann ist eine ehemalige deutsche Basketballspielerin.

## Laufbahn
Die aus Hamburg stammende Großmann spielte für den Ahrensburger TSV ab 1983 in der 2. Bundesliga. Sie verließ Deutschland 1985 und wechselte zur Saison 1985/86 an die University of Wisconsin in die Vereinigten Staaten. Dort bestritt die 1,85 Meter große Innenspielerin in der NCAA 13 Begegnungen, in welchen sie im Durchschnitt 0,7 Punkte erzielte und 0,5 Rebounds holte. Anschließend ging Großmann in ihr Heimatland zurück. Sie spielte für den Zweitligisten Ahrensburger TSV, im Vorfeld der Saison 1987/88 schloss sie sich der BG 74 Göttingen an, die gerade in die Damen-Basketball-Bundesliga aufgestiegen war. Später spielte Großmann ebenfalls für Düsseldorf in der Bundesliga sowie für die TSG Bergedorf und für die TSV Reinbek in der 2. Regionalliga. Sie nahm mit dem ASC Dortmund an Seniorinnenwettkämpfen teil und wurde unter anderem Deutsche Meisterin in der Altersklasse Ü45.